# Stiphodon astilbos
Stiphodon astilbos är en fiskart som beskrevs av Ryan, 1986. Stiphodon astilbos ingår i släktet Stiphodon och familjen smörbultsfiskar. IUCN kategoriserar arten globalt som otillräckligt studerad. Inga underarter finns listade i Catalogue of Life.